# Papež Silvester I.
Sveti Silvester, je bil rimski papež Rimskokatoliške cerkve. * 292 n. št. v Rimu, † 31. december 335 v Rimu (Italija, Rimsko cesarstvo).

## Življenjepis
O Silvestru poroča zgodovinar Evzebij Cezarejski v svojem delu Konstantinov življenjepis. 
Sodobniki so ga odlikovali z dvema pomembnima priimkoma: Spoznavalec in Katoličan. Zgodovinarji mu pripisujejo izjemno razgledanost, veliko dobrotljivost in ljubeznivost, pogum krščanskega spoznavalca in še druge kreposti.

### Od duhovništva do papeštva
Silvester se je rodil v Rimu. Starši so bili bogati in ugledni; svoje premoženje so večinoma razdelili revežem. Pobožni oče Rufin  je umrl, ko je imel Silvester komaj tri leta; tako je poskrbela za njegovo vzgojo mati Justina, ki se je odlikovala po svetem življenju. Sinovo vzgojo je zaupala pobožnemu duhovniku Cirinu, čigar učenje in krepostno življenje je on posnemal z zvesto gorečnostjo. Deček je imel odlične sposobnosti in je hitro napredoval: papež Marcelin ga je posvetil za duhovnika. Težavno dušno-pastirsko delovanje je začel še pred izbruhom Dioklecijanovega preganjanja in opravljal že za časa Melkijada visoke cerkvene službe; tako se je dobro razumel tudi na cerkveno diplomacijo. Po Melkijadovi smrti so ga izvolili za cerkvenega poglavarja, ker se je po eni strani odlikoval po pobožnosti in svetem življenju, po drugi strani pa po svoji modrosti in izkušenosti. Ko so ga izvolili za papeža 31. januarja 314, je navezal zelo dobre stike s cesarjem.
28. oktobra 312 je cesar Konstantin Veliki premagal Maksencija pri Milvijskem mostu pred Rimom. Februarja 313 je skupaj s sovladarjem Licinijem izdal tako imenovani Milanski odlok, v katerem je zajamčena svoboda veroizpovedi za vse vere, tudi za krščanstvo. To je pomenilo novo obdobje v odnosih med pogansko državo in krščanstvom, ki je do tedaj veljalo za državnega sovražnika in izenačenje kristjanov s pogani; s tem odlokom je uradno prenehalo tristoletno preganjanje in začelo se je sodelovanje. Tako je bil Silvester I. prvi papež, ki je v celem svojem sorazmerno dolgem pontifikatu (8. po dolžini papeževanja) mogel svobodno opravljati svoje poslanstvo vrhovnega pastirja krščanstva.

### Gradnja bazilik
Ko je Konstantin osvojil Rim, je podaril Melkijadu Lateransko palačo - cesarsko rezidenco -, kjer je Silvester gradil cerkev, baziliko svetega Janeza v Lateranu; poleg pa urejal še papeško rezidenco in krstilnico. Na njegovo pobudo je začel cesar Konstantin graditi na Vatikanskem griču nad grobom apostola Petra baziliko svetega Petra na mestu nekdanjega poganskega Apolonovega svetišča, kakor tudi baziliko apostola Pavla. Konstantin je začel graditi tudi baziliko Svetega križa v Rimu, baziliko Božjega groba v Jeruzalemu, baziliko Jezusovega rojstva v Betlehemu in mnoge druge manjše cerkve.

### Prvi nicejski koncil
Cesar ga je povabil na cerkveni zbor v Arlesu 314, toda papež se ga ni udeležil. Tam je bilo obsojeno heretično gibanje donatizem, kar je papež potrdil in slovesno razglasil.
Cesar Konstantin I. je sklical tudi prvi ekumenski koncil v mestece Nicejo v Mali Aziji (v današnji Turčiji) leta 325, da bi našel rešitev za verske spore, ki jih je povzročila Arijeva herezija, ki je po njem dobila ime arijanstvo ali arianizem. On je tajil, da je Jezus Bog, pa tudi, da je človek, ampak nekakšno višje od Boga Očeta ustvarjeno bitje. Koncil je potrdil verski nauk, da je Sin omooúsion, tj. istobiten z Očetom in da je torej pravi Bog in pravi človek. Papež se koncila ni udeležil, ampak sta njegova poslanca kot prva podpisala sklepe, ki jih je potrdilo 318 koncilskih očetov 19. junija 325 in je zato (vsaj začasno) zagotovil verski mir v cesarstvu.

## Legende
O papežu Silvestru I., čeprav je živel in deloval skozi sorazmerno dolgo obdobje v prelomnem in pomembnem času, imamo zelo malo zanesljivih zgodovinskih podatkov. O njem pa obstaja veliko legend, ki vsebujejo poučno jedro in imajo večkrat za ozadje kak zgodovinski dogodek.
Kljub temu, da je cesar Konstanin s polnim prgiščem obdaroval Cerkev in papeža pa je bil papež v vladanju dokaj samostojen in neodvisen; zdi se tudi, da so odnosi med njima prehajali skozi različna obdobja.

### Papež pobegne iz Rima
Kot papež je Silvester čutil na svojih ramenih težo odgovornosti in ni ničesar opustil, s čimer bi mogel uveljaviti cerkvene koristi. Dokler je bil navzoč cesar Konstantin, ga v njegovem prizadevanju ni ničesar oviralo. Ko je pa pobožni državnik bil prisiljen zaradi stalnega vojskovanja biti daleč od Rima, so pogani, ki jih je jezilo hitro napredovanje kristjanov, vse poskušali, da bi papežev položaj postal neznosen. Prišlo je tako daleč, da se papež ni počutil varnega in je pobegnil v hribe Sorakte, kjer se je skrival v neki votlini.

### Papež Silvester ozdravi cesarja Konstantina
Ko je cesar Konstantin leta 312 premagal Maksencija v moči znamenja svetega križa, je kristjane namestil po vseh uradih, gradil krščanske cerkve in krepko podpiral širjenje krščanske vere. Ko se je pozneje Konstantinova gorečnost nekoliko ohladila, je izbruhnilo v Rimu preganjanje kristjanov in čeprav nerad, je moral celo papež pobegniti v bližnje hribovje Sorakte. 
V tem času se je zgodilo, da si je cesar Konstantin nakopal bolezen, od katere je hotel ozdraveti po takratnih divjih navadah s tem, da bi se kopal v otroški krvi. Zdravniki so že zbrali otroke; vendar ga je po eni strani v srce ganil pogled na nedolžne otroke, po drugi strani pa na vzdihujoče matere. Otroke je poslal domov in za nagrado se mu je v sanjah tistega večera prikazal v Soraktah stanujoči papež. Konstantin ga je dal pripeljati v Rim in je vneto poslušal njegov pouk o krščanstvu  ter se dal krstiti. Tisti hip je ozdravel od telesnih in dušnih gob. Od tega časa naprej je toliko lažje deloval v prid krščanske vere; v njeno korist je izdal koristne zakone in uredbe.

### Bolezen kot kazen za preganjanje kristjanov
Zgornji je podobna naslednja legenda, ki postavlja odlične odnose med papežem in cesarjem v precej drugačno luč in hoče poudariti poznejšo cesarjevo izredno naklonjenost do papeža in kristjanov: 
Cesar, ko je dosegel zmago nad Maksencijem in osvojil Rim, je še enkrat začel preganjanje zoper kristjane. Zato je bil kaznovan z gobavostjo. V svoji bolezni je neko noč imel sanje: prikazala sta mu se apostola Peter in Pavel in mu rekla, da ozdravljenja ne more pričakovati od nikoder drugod, kot samo od papeža Silvestra, ki ve za čudodelni studenec, kateri ozdravlja vse tiste, ki se vanj potopijo. Silvestra pa ni bilo v Rimu, ker se je umaknil pred preganjanjem v neko votlino v gorovju Sorakte. Cesar je takoj poslal ponj sle in ga prosil, naj se vrne v Rim. Silvester je res prišel nazaj, poučeval cesarja o krščanski veri, dal odpreti ječe, v katerih so varovali krščanske ujetnike, in ga odpeljal h krstnemu studencu. Tam je cesar spet zadobil zdravje. Iz hvaležnosti je nemudoma objavil odloke v korist Cerkve in dokazal svojo hvaležnost za ozdravljenje z obilnimi darovi. On sam je pri gradnji neke cerkve prijel za motiko in odnesel na svojih ramah dvanajst košar izkopane zemlje.

### Legenda o zmaju
Nekega dne so prišli h Konstantinu pogani in se bridko pritoževali, da se je – potem, ko se je cesar krstil – v neki votlini pojavil ogromen zmaj, ki vsak dan požre nekaj ljudi. Konstantin je o tem obvestil papeža, ki je obljubil, da bo zmaja onemogočil. Ko je molil, se mu je prikazal sveti Peter, ki ga je spodbujal, naj se brez odlaganja odpravi z dvema duhovnikoma v zmajev brlog, ga v imenu Jezusa Kristus zveže in zapečati brlog z znamenjem svetega križa. 
Silvester se je torej odpravil na pot z dvema od strahu drgetajočima duhovnikoma. Spustili so se v brlog – satanovo prebivališče – zvezali zverino, zapečatili globoko brezno z znamenjem križa in se začeli vzpenjati proti izhodu. Na hodniku pa so opazili dvoje trupel: dva čarovnika sta se za njimi skrivaj radovedno prikradla, pa ju je umorila strupena zmajeva sapa. Silvester je oba obudil in nato so vsi skupaj prišli na svetlo, kjer so jih pričakovali ljudje. Nič čudnega, da so nato množično prosili za krst.

### Legenda o biku
Legenda pripoveduje, da je svetnik obudil v življenje bika, ki ga je usmrtil neki judovski čarodej.

### Legenda o ženi
V zbirki sicilijanskih pripovedi Lu Santu Papa Silvestru (Sveti papež Silvester) beremo tudi naslednjo legendo:
Kralj Konstantin si je želel privzeti drugo ženo in se je obrnil na Silvestra; on mu pa tega ni dovolil, pozivajoč nebo za pričo. Konstantin mu je tedaj zagrozil, da mu bo že pokazal. Silvester je raje pobegnil v gozd ko da bi mu popustil. Nedolgo za tem je Konstantin hudo zbolel; ko je že obupal, da bo sploh še kdaj ozdravel, se mu je v sanjah prikazal sveti Peter, ki mu je ukazal, naj pošlje po Silvestra. On je ubogal; Silvester je sprejel njegovo poslanstvo v svoji votlini in nemudoma krstil vse poslance. Za tem, ko so videli nekaj njegovih čudežev, so ga peljali nazaj h Konstantinu, katerega je tudi krstil.
V tej zgodbi so Konstantin in njegovi poslanci judje in ne pogani.

## Določbe
Za časa papeža Silvestra je Konstantin I. izdal več določb, ki so obenem postale tudi cerkvene določbe: 
- 313[14] je cesar podelil krščanskim duhovnikom enake pravice, kot so jih dotlej uživali poganski svečeniki.
- 315 je odpravil križanje, nemoralne poganske kulte in gladiatorske igre.
- 321 je nedeljo proglasil za Gospodov dan in dan počitka v vsem cesarstvu.[15]
- 325, na Prvem ekumenskem koncilu v Niceji, je določil: Veliko noč je treba vedno praznovati v nedeljo; nihče ne sme več praznovati Velike noči na dan židovske Pashe. Vsem kristjanom, ki bi se še držali Pashe, bo premoženje zaplenjeno in podeljeno Rimski Cerkvi  [16]

## Smrt in češčenje
Pokopan je v Priscilinih katakombah (Rim, Italija, Rimsko cesarstvo). 
Njegov god je 31. decembra, ko je umrl leta 335. Na ta način se s tem dnem sklene civilno leto, ki ga ljudstvo imenuje Silvestrovo in je povezano z mnogimi narodnimi običaji. Zadnji dan v civilnem letu – je na Slovenskem še bolj znan tudi kot Staro leto ali Drugi sveti večer. Tudi nekateri običaji so podobnim tistim na Prvi sveti večer pred Božičem, zlasti nekatere postne jedi in molitev, kajenje in kropljenje, kakor tudi udeležba pri zahvalnem večernem ali polnočnem opravilu.
Na nekaterih podobah drži sveti Silvester ključ. Razlagajo ga tako, da z njim pač odklene novo leto.
Upodabljajo ga tudi s papeškim križem in tiaro na glavi ter z angeli, kakor tudi z bikovo glavo ob strani.
Svetnik je zavetnik domačih živali in priprošnjik za dobro krmno letino ter sploh za srečno novo leto, kakor tudi za srečno zadnjo uro (ker goduje na zadnji dan v letu). 

### Ocena
Po zgoraj omenjeni legendi je papež ozdravil Konstantina od gob. V znamenje hvaležnosti mu je cesar izročil krono in žezlo, ki mu jih je pa papež vrnil. Takrat se je Konstantin dal tudi poučiti o krščanski veri in prejel sveti krst. Zgodovinarji pa menijo, da se je dal Konstantin krstiti šele tik pred svojo smrtjo, čeprav je bil o krščanstvu poučen že veliko prej in je v mnogih rečeh ravnal kot krščanski vladar:
Zgodovinsko nepristna je torej Silvestrova legenda (Acta Sancti Sylvestri, nastala ob koncu 8. stoletja), ki pravi, da je Konstantina krstil papež sam, cesar pa naj bi papežu izročil znamenja cesarske oblasti in časti (krono, palij in žezlo), ter mu prepustil ves zahod.
Temu podobna legenda je tudi Konstantinova darovnica, po kateri je Konstantin I. papežu Silvestru I. in njegovim naslednikom prepustil ne le duhovno, ampak tudi svetno oblast nad Rimom in Zahodom, medtem ko si je sam izbral za svoje novo središče Carigrad in Vzhod. 
Obe legendi in druge njima podobne naj bi - po mnenju večine zgodovinarjev - izhajale iz poznejšega časa (iz dobe Karolingov) in opravičevale papeževo vrhovno vlogo ne le na duhovnem, ampak tudi na svetnem področju.
V jedru teh legend pa je dejstvo, da je Konstantin papežu res prepustil zahodni Rim, medtem ko si je zase izbral vzhodni Bizanc (oziroma Carigrad) 330.